# نكا
 نكا (بالإنجليزية: NAGGA) هي جماعة قروية تابعة لإقليم آسفي ضمن جهة دكالة عبدة بالمغرب.  بلغ مجموع عدد سكان نكا  حسب إحصاءات 2004  حوالي 20797 نسمة  يعيشون في 3534 أسرة.

## إحصاء عام
| السنة | عدد السكان | عدد الأسر | عدد الأجانب |
| ----- | ---------- | --------- | ----------- |
| 1994  | 20205      | 3122      | 0           |
| 2004  | 20797      | 3534      | 0           |